# Baie du Tombeau
Koordinaten: 20° 7′ S, 57° 30′ O
Baie du Tombeau ist eine Ortschaft („Village“) im Norden von Mauritius. Sie ist Teil des Distrikts Pamplemousses und gehört administrativ zur Village Council Area (VCA) Baie du Tombeau. Bei der Volkszählung 2011 hatte der Ort 14.687 Einwohner. Der Ort gliedert sich in die Ortsteile Lagon-ville, Elizabeth Ville und Le Goulet. Er liegt an der Mündung des Tombeau Rivers. Direkt südlich befindet sich die Hauptstadt Port Louis.

## Geschichte
Der Legende nach ertrank Pieter Both am 6. März 1615 auf Höhe Baie du Tombeau nach einem Schiffbruch. Hieraus soll sich der Name ableiten ("Tombe" ist französisch für Grab, "Eau" für Wasser, Tombeau wäre also eine verkürzte Form von Wassergrab). Nach einer anderen Geschichte nutzten englische Seefahrer die Küste zur Auffrischung des Proviantes. Sie nannten den Küstenabschnitt Brownsbaye, daraus sei durch Lautverschiebung Baie du Tombeau geworden. Der Name Baie du Tombeau taucht erstmals auf einer Karte des Abbé de la Caille aus dem Jahr 1753 auf.
Am 4. Juli 1748 erschien der britische Admiral Edward Boscawen vor Baie du Tombeau und versuchte in einem Überraschungsangriff die französische Kolonie zu erobern. Er scheiterte an den französischen Küstenbefestigungen.
Im Rahmen des Mauritiusfeldzugs gelang den Briten 1810 die Eroberung der Insel. General John Abercrombie nahm am 1. Dezember 1810 Baie du Tombeau ein.
Das Gebiet des heutigen Baie du Tombeau bestand am Beginn der englischen Herrschaft aus wenigen Plantagen. Nach der Aufhebung der Sklaverei siedelten sich in den 1830er Jahren nun freie Sklaven als Fischer in Baie du Tombeau an.
Der Ort blieb bis zum Zweiten Weltkrieg ein verschlafenes Nest. In den 1960er Jahren setzte ein starkes Wachstum ein. Der Ort entwickelte sich zu einem Vorort von Port Louis, ein Industriegebiet an der Autobahn wurde eingerichtet. 2006 bestanden mehr als zehn Fabriken im Ort. Nachdem die Kapelle Bon Pasteur zu klein geworden war, wurde die Kirche St. Malo erbaut und 1968 eingeweiht. 1988 wurde die Clinic du Nord eröffnet.
Am Ostrand des Ortes liegt der Hindu-Tempel Nav Roop Durga Mandir.